# 许麟庐
许麟庐（1916年10月19日—2011年8月9日），又名许德麟，山东蓬莱人，中国书画家、书画鉴赏家。

## 生平
许麟庐年轻时，其父望其当洋行经理，便送其入天津的一家商业学校。但许麟庐喜爱画画。1936年，许麟庐与毕业于天津的直隶女子师范学校的王龄文结婚。为购买书画，他曾将妻子的首饰当掉，曾在母亲处耍赖要钱。
在北京的画店中，许麟庐结识了齐白石的弟子、画家李苦禅，并请李苦禅在齐白石处引见。1945年，经李苦禅介绍，29岁的许麟庐拜81岁的齐白石为师。此后，许麟庐在齐白石身边伴随了12年，直至齐白石于1957年逝世。
许麟庐是花鸟画家、书法家、书画鉴赏家，被誉为北京的“国画大隐”。
2011年8月9日，许麟庐在北京病逝，享年95岁。